# Maja Göpel

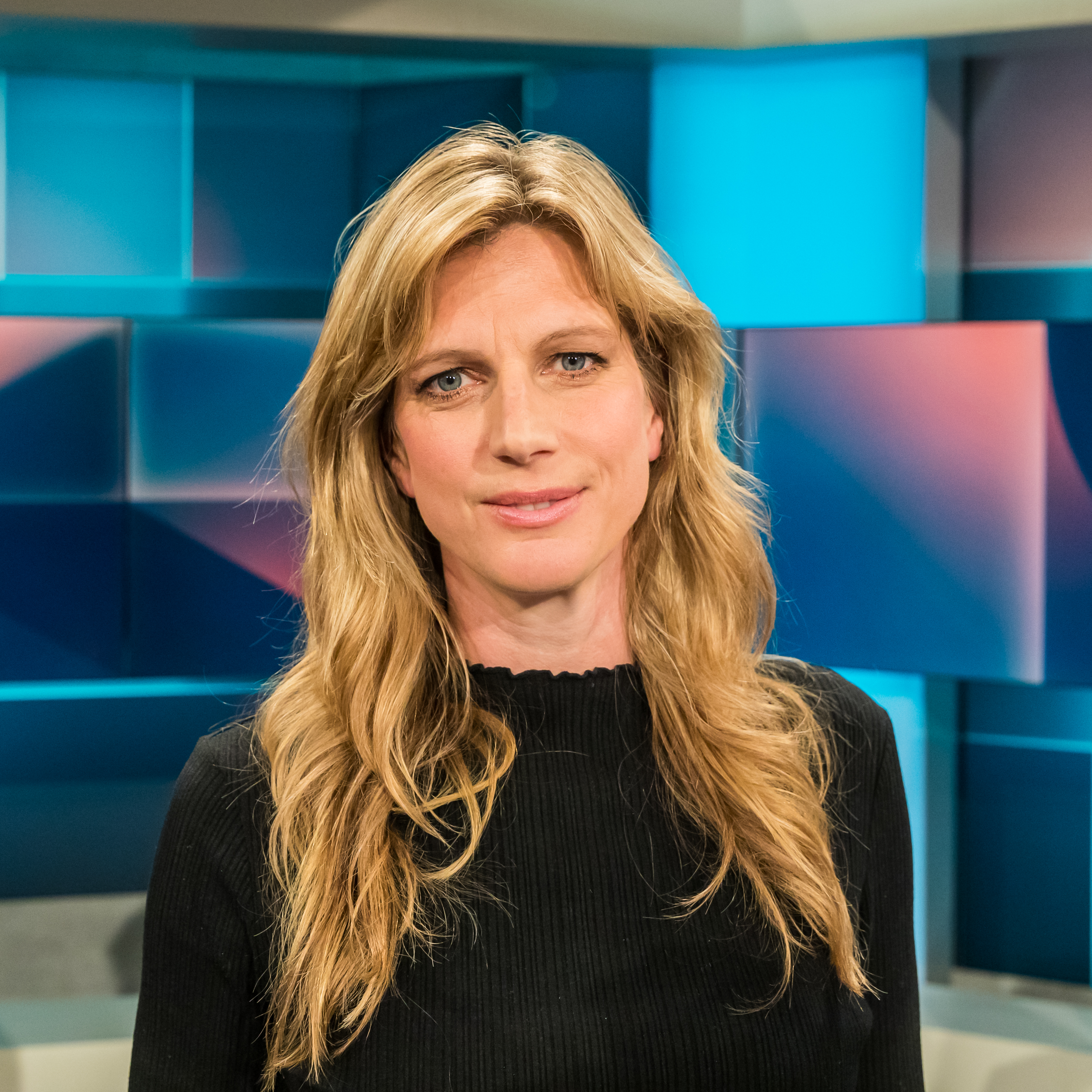
Maja Göpel (2025)

Maja Göpel (* 27. Juni 1976 in Bielefeld) ist eine deutsche Politökonomin, Transformationsforscherin, Nachhaltigkeitsexpertin und Gesellschaftswissenschaftlerin mit Schwerpunkt auf transdisziplinärem Denken. Seit 2019 hat sie sich zunehmend auf Wissenschaftskommunikation spezialisiert. Göpel ist Honorarprofessorin an der Leuphana Universität Lüneburg.

## Leben
Göpel wuchs in einer ökologischen Hausgemeinschaft in Deppendorf am Rande von Bielefeld als Tochter einer Medizinerin und des Gesundheitswissenschaftlers Eberhard Göpel auf und besuchte die Laborschule Bielefeld. Sie wurde 2001 als Medienwirtin an der Universität Siegen diplomiert und 2007 an den Universitäten Hamburg und Kassel als Dr. rer. pol. promoviert. Von 2003 bis 2006 war sie Stipendiatin der Stiftung der Deutschen Wirtschaft. In ihrer von Christoph Scherrer und Ulrich Brand begutachteten Doktorarbeit befasste sie sich mit institutionalistischen Theorien und hegemonialen Praktiken globaler Politikgestaltung und den Prämissen liberaler demokratischer nationalstaatlicher Ordnungen. Sie arbeitete zu den Themen Globalisierung und Nachhaltigkeit, nachhaltige Entwicklung sowie Generationengerechtigkeit, u. a. ehrenamtlich im Arbeitskreis Internationales des Bundes für Umwelt und Naturschutz Deutschland (BUND).
Ab 2006 war sie für den World Future Council erst als Campaign Manager Climate Energy in Hamburg tätig und ab 2008 bis 2012 als Direktorin Zukunftsgerechtigkeit im Brüsseler Büro. In dieser Zeit entstand auch der Future Policy Award sowie eine 2018 eingestellte Arbeit zu Governance-Innovationen für die Interessen zukünftiger Generationen.
Von 2013 bis 2017 war sie Leiterin des Berliner Büros des Wuppertal Instituts für Klima, Umwelt, Energie, wo sie sich auf den Bereich nachhaltige gesellschaftliche Transformation fokussierte. Während dieser Zeit arbeitete sie auch als Gastwissenschaftlerin an der Leuphana.
2016 veröffentlichte sie das Buch The Great Mindshift, das auf Forschung zu Systemtransformationen, politischer Ökonomie und Veränderungsmanagement beruht und in dessen Zentrum Vorschläge zur Veränderung der Mentalitäten und Kompetenzen stehen, die technische, ökonomische und gesellschaftliche Institutionen prägen.

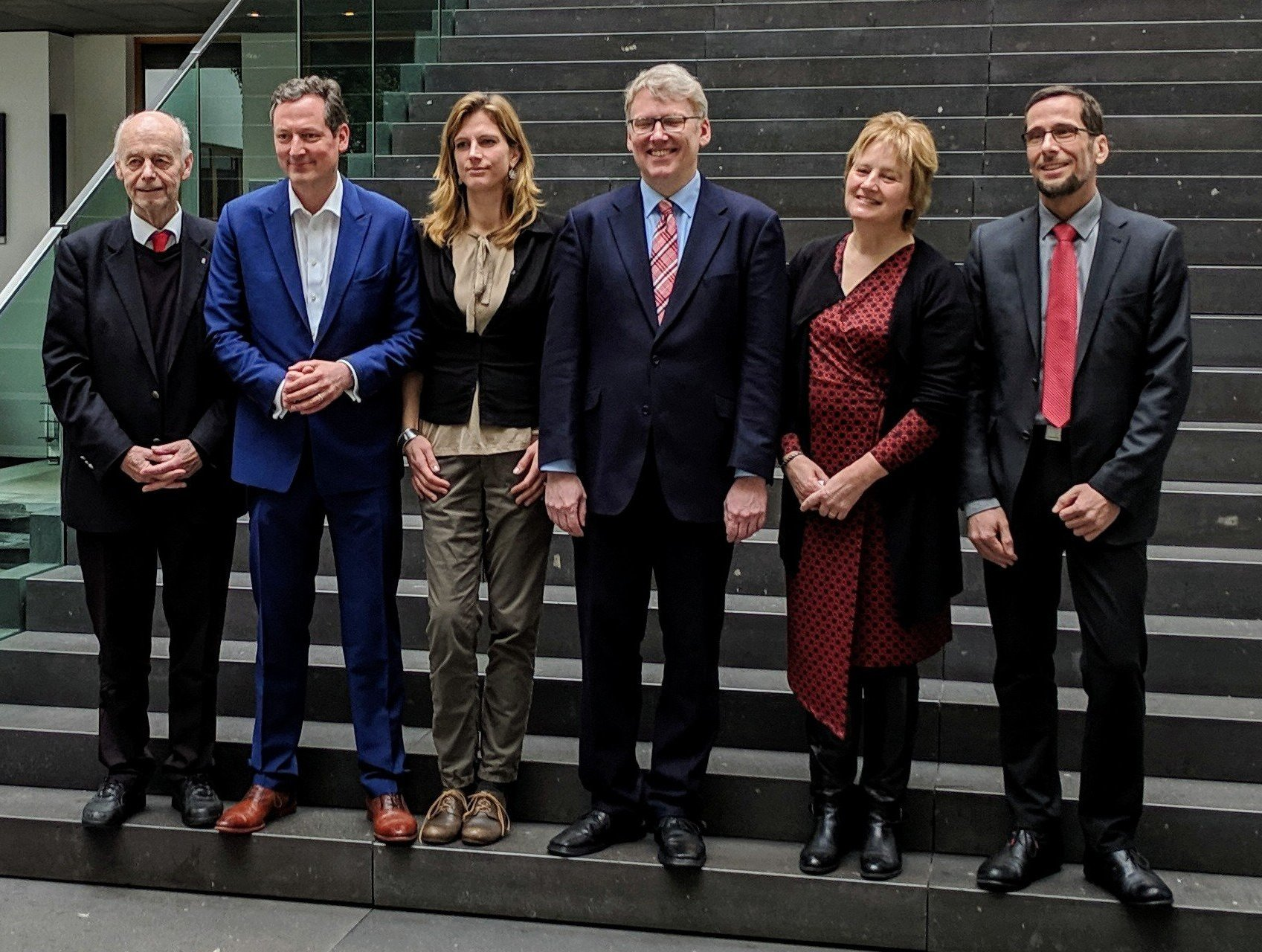
Maja Göpel (3. von links) bei der Vorstellung der #Scientists4Future-Stellungnahme am 12. März 2019 in Berlin vor der Bundespressekonferenz, zusammen mit Detlev Ganten, Eckart von Hirschhausen, Gregor Hagedorn, Karen Helen Wiltshire und Volker Quaschning (von links nach rechts)

Von 2017 bis 2020 war sie Generalsekretärin des Wissenschaftlichen Beirats der Bundesregierung Globale Umweltveränderungen (WBGU). Dadurch war sie Mitglied des Fachausschusses Wissenschaft der Deutschen UNESCO-Kommission.
Im März 2019 hielt sie ihre Antrittsvorlesung als Honorarprofessorin an der Leuphana Universität Lüneburg. Mit anderen Wissenschaftlern stellte sie im gleichen Monat die Initiative Scientists for Future vor, die zur Unterstützung der Schülerproteste Fridays for Future gegründet worden war. 2020 erschien ihr Sachbuch Unsere Welt neu denken. Eine Einladung, das Platz 3 der Spiegel-Jahresbestsellerliste erreichte, wo es noch 2021 vertreten war.
Göpel war von November 2020 bis Juli 2021 wissenschaftliche Direktorin der 2020 in Hamburg gegründeten Denkfabrik The New Institute. Im Ökonomenranking der FAZ belegte sie 2021 den 17. Platz. Ein für 2022 angekündigter Wechsel zum Deutschen Institut für Wirtschaftsforschung kam nicht zustande. Für das Sommersemester 2022 erhielt sie eine Gastprofessur am College of Europe in Brügge. Im gleichen Jahr nominierte die Bürgerschaftsfraktion der Grünen in Hamburg sie für die 17. Bundesversammlung. Im September 2022 erschien ihr Buch Wir können auch anders: Aufbruch in die Welt von morgen, das wie das Vorgängerbuch die Spiegel-Bestsellerliste erreichte. 2023 gründete Göpel das Science-Society-Netzwerk Mission Wertvoll.
Göpel ist Unterzeichnerin der Berlin Summit Declaration.

### Mitgliedschaften
Göpel ist unter anderem Mitglied des Bioökonomierats der Deutschen Bundesregierung, des Internationalen Club of Rome, des World Future Council und der von Donella Meadows und Dennis Meadows 1982 gegründeten Balaton Group, der Deutschen UNESCO-Kommission e. V. sowie des Wissenschaftlichen Beirats der Stiftung Entwicklung und Frieden, des Wissenschaftlichen Beirats des Deutschen Volkshochschul-Verbandes e. V., des Stiftungsrates des WWF Deutschland, des Stiftungsrates des Museum für Naturkunde Berlin, des Advisory Boards der Bartlett School of Environment, Energy and Resources (BSEER) am University College London sowie des ZOE Instituts für zukunftsfähige Ökonomien, Fellow am Progressiven Zentrum und der Stiftung Jeder Mensch e. V. Auf Twitter ist sie unter dem Account „beyond_ideology“ („jenseits der Ideologie“) aktiv, auf Bluesky unter „beyond-ideology“.

### Privates
Maja Göpel hat zwei Töchter und lebt mit ihrer Familie in Potsdam.

## Forschung und Publikationen zu nachhaltiger Transformation
Für die Transformation zu einer nachhaltigen Gesellschaft arbeitet Göpel aus einem evolutionären Verständnis von Ökonomie und Gesellschaft, wodurch Kenngrößen wie Wertschöpfung, Produktivität, Wettbewerbsfähigkeit und Wachstum kontinuierlich neu zu denken, zu messen und zu organisieren sind, je nach Veränderung der aktuellen Rahmenbedingungen. Heute, zu Beginn des Anthropozäns, stünden damit die planetaren Grenzen und Ökosystemdienstleistungen im Fokus und würden zentrale Voraussetzung für zukünftiges individuelles wie gesellschaftliches Wohlbefinden geschaffen. Letzteres solle explizites Ziel gesellschaftlichen Fortschritts werden. Darüber hinaus sei ein entsprechendes Innovationsverständnis ausschlaggebend und Zukunftsbildung oder Transform-Abilität (Transformative Literacy), die Betroffene zu Akteuren von Veränderungsprozessen macht.
Zentrale Punkte ihrer Gedanken zu nachhaltigem Wirtschaften und sozial gerechten Gesellschaften sind: Korrektur der volkswirtschaftlichen und betrieblichen Gesamtrechnung und Bilanzierung im Sinne der Umweltkostenberücksichtigung und Nachhaltigkeit; strategischer Umgang mit und zügige Regeneration von natürlichen und endlichen Ressourcen und entsprechende Anerkennung maximaler Nutzungsbudgets; eine Anpassung des Steuersystems, damit Ressourcenverbrauch belastet und zirkuläre Wertschöpfung begünstigt wird, sodass produktive Arbeit entlastet und bisher unbezahlte Sorge-Arbeit anerkannt wird; die Beendigung von Steuerprivilegien für Finanzkapital, hohe Vermögen und Einkommen; systemische Innovationsstrategien, die aus einer langfristigen Perspektive auf eine Politikkohärenz zielen, die Sektoren und Ressorts übergreift.

### Unsere Welt neu denken(2020)
Das Buch Unsere Welt neu denken trägt den Untertitel „Eine Einladung“ und hält die Leserschaft dazu an, die sich vollziehenden großen Transformationen in Umwelt, Wirtschaft und Gesellschaft als neue Wirklichkeit zu realisieren, Dinge anders als bisher zu sehen und Erkenntnisse verschiedener Wissenschaftszweige transdisziplinär dafür zu nutzen. Entsprechend angepasste Formen der Lebensgestaltung müssten in Abkehr vom herkömmlichen Wirtschaftswachstumsdenken daraus entwickelt werden. Das Buch zählte 2020 zu den meistverkauften Sachbüchern und wurde in mehrere Sprachen übersetzt, es verkaufte sich mehr als 270.000 mal (Stand: August 2022). 2022 wurde durch einen Artikel von Stefan Willeke in der Zeit bekannt, dass der Journalist Marcus Jauer an der Abfassung des Buchtextes beteiligt war.

### Wir können auch anders(2022)
In dem Buch Wir können auch anders geht es Göpel hauptsächlich darum, unter dem Druck gegenwärtiger Veränderungen angemessene Handlungsmöglichkeiten aufzuzeigen und zum Handeln anzuregen. Sie rät von einem Flickwerk an „ausgedienten Strukturen“ ab und spricht sich für Umbauten aus, die zwar kurzfristig anstrengend würden, dafür aber besser in die Zukunft tragen könnten. Die ausdrücklich als Ergänzung ihres ersten Sachbucherfolgs wiederum unter Mitwirkung von Marcus Jauer entstandene Publikation wurde ebenfalls zum Bestseller.

## Rezeption

### Auszeichnungen
- 2019: Adam-Smith-Preis für marktwirtschaftliche Umweltpolitik
- 2020: „Zeit Wissen“-Preis „Mut zur Nachhaltigkeit“[62]
- 2020: Umwelt- und Nachhaltigkeitspreis des Bundesdeutschen Arbeitskreises für Umweltbewusstes Management (B.A.U.M)[63]
- 2021: Erich-Fromm-Preis[64][65]
- 2021: Theodor-Heuss-Preis
- 2021: Science Communication-Medaille[66]
- 2022: Frauenringsfrau 2022[67] des Deutschen Frauenrings

### Sonstige
Peter Sloterdijk bezeichnete Göpel als „professionelle Mutmacherin“. Julika Griem bezeichnete Göpel 2022 im Merkur als „kommunikatives Gesamtkunstwerk“.

## Veröffentlichungen (Auswahl)

### Bücher
- The Great Mindshift. How a New Economic Paradigm and Sustainability Transformations go Hand in Hand. Springer International Publishing, Basel 2016 (The Anthropocene: Politi—Economic—Society—Science, Bd. 2) ISBN 978-3-319-43765-1 (Open Access zum E-Book-Download: https://link.springer.com/book/10.1007/978-3-319-43766-8)
- Unsere Welt neu denken: Eine Einladung (mit Marcus Jauer). Ullstein, Berlin 2020, ISBN 978-3-550-20079-3.
- Pandemie und Klima. Ein Gespräch über eine nachhaltige Welt (hrsg. von Thomas Hartmann). Dietz Verlag, Bonn 2021, ISBN 978-3-8012-0602-4.
- Schöpfen und Erschöpfen (mit Eva von Redecker, hrsg. v. Margarita Tsomou und Maximilian Haas). Matthes & Seitz, Berlin 2022, ISBN 978-3-7518-0546-9.
- Wir können auch anders. Aufbruch in die Welt von morgen (mit Marcus Jauer). Ullstein, Berlin 2022, ISBN 978-3-550-20161-5.
- Werte. Ein Kompass für die Zukunft (mit Hannes Androsch). Brandstätter Verlag, Wien 2025, ISBN 978-3-7106-0831-5.

### Aufsätze
- Out of the Box and Back into the System: Making Necessary Change Politically Feasible, paper presented at the 3rd OECD World Forum on Statistics, Knowledge and Policy, Busan, Korea, 29–31 October 2009. PDF
- Formulating Future Just Policies: Applying the Delhi Sustainable Development Law Principles. In: Sustainability. Band 2, Nummer 6, 2010, S. 1694–1718 (englisch; doi:10.3390/su2061694).
- The Tragedy of our Growth Saga. In: F. Hinterberger, E. Pirgmaier u. a. (Hrsg.): Growth in Transition. Earthscan, London 2011, S. 147–153, ISBN 978-1-84971-395-5 (englisch).
- zusammen mit Moritz Remig: Vordenker einer nachhaltigen Gesellschaft: Karl Polanyi und die „Große Transformation“. In: Gaia. Band 23, Nummer 1, 2014, S. 70–72 (doi:10.14512/gaia.23.1.19).
- Shared Responsibilities and Future Generations: Beyond the Dominant Concepts of Justice, in: Council of Europe (Hrsg.), Towards a Europe of Shared Social Responsibilities: Challenges and Strategies, Trends in Social Cohesion, No. 23, Council of Europe Publishing, Strasbourg 2011, S. 135–155. PDF
- Solidarität. In: Ulrich Brand (Hrsg.): ABC der Alternativen 2.0. VSA: Verlag, Berlin / Hamburg 2012, ISBN 978-3-89965-500-1, S. 268/269 (vsa-verlag.de [PDF]).
- The Responsibility to Prevent: Early Warning Systems to Protect Future Generations, in: M.C. Cordonier Segger, S. Jodoin (Hrsg.), Sustainable Development, International Criminal Justice and Treaty Implementation, Cambridge University Press, Cambridge 2013.
- Navigating a New Agenda: Questions and Answers on Paradigm Shifts & Transformational Change, working paper, Wuppertal Institute, 2014 (online).
- Ombudspersonen für zukünftige Generationen: Diktatoren oder Bürgervertreter?, in: Bernward Gesang (Hrsg.), Kann Demokratie Nachhaltigkeit?, Wiesbaden 2014, S. 89–108.
- Mitweltkommunikation 2030 als Beitrag zur Bürgerbeteiligung: Themen, Akteure, Methoden, in: Paul Bellendorf (Hrsg.), Nachhaltigkeit gestalten: Trends und Entwicklungen in der Umweltkommunikation, München 2014, S. 359–367.
- Eine Stimme für die Nachkommen: Ombudspersonen für die Rechte zukünftiger Generationen. In: Politische Ökologie. Band 32, Nr. 136, 2014, S. 91–94.
- The Great Mindshift: How a New Economic Paradigm and Sustainability Transformations Go Hand in Hand. Springer International, Berlin 2016, ISBN 978-3-319-43765-1 (englisch; doi:10.1007/978-3-319-43766-8).
- mit Ioan Fazey et al.: Ten Essentials for Action-Oriented and Second Order Energy Transitions, Transformations and Climate Change Research, in: Energy Research & Social Science, Vol. 40, 2017, S. 54–70.
- Flucht, Migration, Integration – Zeit für eine Geopolitik der Hoffnung, in: G. Michelsen (Hrsg.), Die Deutsche Nachhaltigkeitsstrategie – Wegweiser oder Irrläufer?, Hessische Landeszentrale für politische Bildung, 2017.
- Shedding Some Light on the Invisible: The Transformative Power of Paradigm Shifts, in: T. Henfrey, G. Maschkowski and G. Penha-Lopes (Hrsg.), Resilience, Community Action & Societal Transformation, Permanent Publications, 2017, S. 113–140.
- Transformabilität als das Ergebnis einer neuen Aufklärung. Wie Denken die Welt verändert und warum wir heute groß umdenken sollten, in: J. Sommer, P. Ibisch, H. Leitschuh, E. v. Weizsäcker, M. Göpel (Hrsg.), Jahrbuch Ökologie, 2018.
- Gastbeitrag mit Antje Boetius: Kluge Umweltpolitik: Das Klima kippt, und die soziale Balance kippt mit. In: Frankfurter Allgemeine Zeitung. 28. Mai 2019 (online hinter einer Paywall).
- mit Benno Pilardeaux: Technologischer Wandel ist kein Schicksal, in: Politische Ökologie, Morgenland – Denkpfade in eine lebenswerte Zukunft, Oktober 2019 (37), München, S. 226–231.
- Die Ökologie der digitalen Gesellschaft. Auf dem Weg zu einer sinnvollen Nutzung der Technologie für eine sozial-ökologische Transformation, in: J. Sommeret al. (Hrsg.), Jahrbuch Ökologie. Die Ökologie der Digitalen Gesellschaft, 2019.
- A Social-Green Deal, with Just Transition—the European Answer to the Coronavirus Crisis, in: Social Europe, 31. März 2020 (online).
- Transformabilität als Kernkompetenz im 21. Jahrhundert. Die große Transformation braucht Zukunftsbildung, in: Peter Spiegel et al. (Hrsg.), Future Skills. 30 Zukunftsentscheidende Kompetenzen und wie wir sie lernen können, München 2021, S. 272–281.
- mit Petra Pinzler: Demokratie im Enkeltest, in: Elisabeth Niejahr et al. (Hrsg.), Demokratieverstärker. 12 Monate, 21 Ideen: Eine Politikagenda für hier und jetzt, Frankfurt am Main 2021, S. 43–55.
- Lebendige Demokratie. Wie Bürokratie zur Zukunftsmacherin wird, in: Frank-Walter Steinmeier (Hrsg.), Zur Zukunft der Demokratie. 36 Perspektiven, München 2022, S. 337–347.